# Henschoutedenia tectidoma
Henschoutedenia tectidoma är en kackerlacksart som beskrevs av Gurney 1965. Henschoutedenia tectidoma ingår i släktet Henschoutedenia och familjen jättekackerlackor. Inga underarter finns listade i Catalogue of Life.